# Templo de Albuquerque
El templo de Albuquerque es uno de los templos construidos y operados por la Iglesia de Jesucristo de los Santos de los Últimos Días, el número 73 construido por la iglesia y el primero en el estado de Nuevo México, ubicado en un suburbio al nordeste de Albuquerque, la ciudad más grande del estado de Nuevo México, Estados Unidos. Por su cercanía a las comunidades, el templo de la ciudad de Albuquerque sirve a fieles en una docena de estacas en el estado así como dos estacas en el Valle de San Luis en el estado de Colorado.

## Historia
La primera presencia del Movimiento de los Santos de los Últimos Días en el territorio de Nuevo México fue el Batallón Mormón en paso por Santa Fe como parte de la Intervención estadounidense en México. El ejército se detuvo en territorio Navajo en los alrededores del río San Juan, lugar que fue luego colonizado por pioneros mormones. El proselitismo restauracionista comenzó en los años 1870 logrando unos 100 conversos en una comunidad llamada Savoia entre el pueblo Zuni del Río Pequeño Colorado donde se construyó una pequeña iglesia pero una epidemia de viruela hizo que los devotos partieran de la región. Diez años luego fieles volvieron a regiones vecinas estableciendo la comunidad de Ramah, bajo promoción del hijo de Brigham Young, Pleasanton y Luna al sur. Otras comunidades de fieles fueron establecidas en los valles del río San Juan, especialmente la comunidad de Kirtland y La Plata rodeados por pueblos Navajo y Ute. La primera congregación fue organizada en 1895.

## Anuncio
Los planes para la construcción del templo en la ciudad de Albuquerque fueron anunciados en una comunicación pública a las autoridades locales un día previo a la conferencia general de la iglesia, el 4 de abril de 1997. El anuncio público al resto de la iglesia ocurrió al día subsiguiente en la sesión del sábado 5 de abril. Con el fin de anunciar a la comunidad la construcción del nuevo edificio, los líderes de la iglesia en Albuquerque fueron de puerta en puerta en la localidad donde se construiría el edificio para informar a la comunidad sobre el propósito y las expectativas del templo. 

## Construcción
El templo de Albuquerque fue construido con el acabado exterior de hormigón prefabricado conocido como rosa del desierto y decorado con granito de perlas proveniente de Texas, con un diseño modificado del clásico pináculo único. Una estatua recubierta de oro del ángel Moroni se asienta sobre el tope del pináculo del templo. El templo está ubicado en un terreno de 3.5 hectáreas y tiene un total de 3.182 m² de construcción, contando con dos salones para ordenanzas SUD, y tres salas de sellamientos matrimoniales.
Como la mayoría de los templos, el exterior del templo cuenta con piedras lunares, una piedra solar y piedras estelares, similares a las que rodean al Templo de Salt Lake City. Las rocas decorativas aparecen en su orden astronómico visto desde la tierra: las piedras estelares ubicadas en zonas más altas del edificio y piedras lunares en áreas más bajas. Un segundo sol simbólico ocupa el cristal artístico del Salón Celestial, el cual se destaca en el lado Este del templo. El templo cuenta con diez grupos de ventanas, cada grupo tiene doce ventanas para un total de 120 ventanas. Cada uno enmarcado con un borde simple con decorativos inspirados por obras de los indígenas de América. Se puede encontrar cerámica con motivos nativos en el interior del templo así como canastas tejidas a mano en el Salón Celestial.
Las puertas originales de la entrada principal del edificio abrían con bisagras para su uso a mano. Sin embargo, debido a los elevados vientos de montaña casi constantes que dificultaban el cierre de las puertas, se reemplazaron por puertas corredizas de vidrio. En vista del anuncio de eliminar ciertas funciones de los templos a nivel mundial, en octubre de 2019, el área de la cocina y cafetería en la planta baja del templo se renovó para convertirla en espacio adicional para oficinas.
El interior tiene motivos que aluden a la cultura de amerindios de la región. Dos tapices navajos cuelgan en la entrada principal del templo. Uno presenta treinta y cinco colores vibrantes creados a partir de tintes vegetales naturales. Ambos fueron hechos a mano por una anciana navajo de tal complejidad que se tejía un promedio de aproximadamente 3 pulgadas (7,6 cm) por día.

## Dedicación
La Primera Presidencia de la iglesia SUD anunció durante la Conferencia General de abril de 1997 los planes de construir un templo en Nuevo México. La ceremonia de la primera palada se llevó a cabo en una ceremonia especial el 20 de junio de 1998 con la asistencia de unas 6500 personas, incluyendo un coro de 600 jóvenes.
El templo SUD de la ciudad de Albuquerque fue dedicado para sus actividades eclesiásticas en 10 sesiones el 5 de marzo de 2000, por el entonces presidente de la iglesia Gordon B. Hinckley. Con anterioridad a ello, del 5 al 22 de agosto de ese mismo año, la iglesia permitió un recorrido público de las instalaciones y del interior del templo al que asistieron unos 110.000 visitantes. Unos 13.500 miembros de la iglesia e invitados asistieron a la ceremonia de dedicación, que incluye una oración dedicatoria.
Al templo, por su cercanía a las comunidades, también asisten miembros del estado de Nuevo México y aquellos provenientes del sur de Colorado.